# Dschinghis Khan
Dschinghis Khan ist eine von 1979 bis 1985 und seit 2023 von Ralph Siegel produzierte deutsche Popgruppe. Ihre größten Hits hatte sie 1979 mit den Liedern Dschinghis Khan und Moskau, die auch international erfolgreich waren.
Nach der Auflösung der Gruppe 1985 gab es 2005 ein Comeback-Konzert; danach war Dschinghis Khan ab 2006 unter dem Management von Heinz Gross mit drei der vier noch lebenden Ursprungsmitgliedern vor allem in Osteuropa und Russland, aber auch in Deutschland, aktiv. Nach mehreren personellen Veränderungen gibt es seit 2014 verschiedene Gruppen, die sich „Dschinghis Khan“ nennen.
Die Gruppe von Gross kooperierte ab 2018 mit Ralph Siegel; nach dem Ausscheiden der beiden anderen Ursprungsmitglieder und der Trennung von Gross 2020 gab es 2023 von Siegel eine Neuauflage der Gruppe.

## Geschichte

### 1978–1979: Entstehung
Der deutsche Schlagerproduzent Ralph Siegel reichte 1978 für den deutschen ESC-Vorentscheid Ein Lied für Jerusalem am 17. März 1979 das von ihm und Bernd Meinunger komponierte Lied Dschinghis Khan in einer selbst gesungenen Demoversion ein. Beim Vorentscheid sollte es dann von der Gruppe Dschinghis Khan gesungen werden, die es zu diesem Zeitpunkt noch nicht gab. Nachdem er die Zusage zur Teilnahme erhalten hatte, begann Siegel etwa sechs Wochen vor dem Vorentscheid mit der Suche nach Mitgliedern; innerhalb von zwei Wochen sprach er mit etwa 15 Sängerinnen und Sängern und stellte ihnen das Projekt vor.
Letztlich entschied Siegel sich für folgende Mitglieder der Formation, die einander am 15. Februar 1979 vorgestellt wurden:
- Steve Bender (* 2. November 1946 als Karl-Heinz Bender in Mainz; † 7. Mai 2006 in München)
- Henriette Heichel (geb. Strobel) (* 13. November 1953 in Nieuwer Amstel, Niederlande)
- Wolfgang Heichel (* 4. November 1950 in Meißen)
- Leslie Mandoki (* 7. Januar 1953 als László Mándoki in Budapest, Ungarn)
- Edina Pop (* 4. Februar 1941 als Marika Késmárki in Budapest, Ungarn)
- Louis Potgieter (* 4. April 1951 in Pretoria, Südafrika; † 12. November 1994 in Port Elizabeth, Südafrika)

Der bekannte deutsche Choreograph Hannes Winkler inszenierte die Choreografie und probte bis zum ersten Auftritt beim ESC-Vorentscheid intensiv mit der Gruppe.

### 1979–1985: Aktive Zeit

#### Eurovision Song Contest 1979 und anschließende Chart-Erfolge
Nachdem Dschinghis Khan mit dem Lied Dschinghis Khan den deutschen Vorentscheid gewonnen hatten, belegten sie beim Eurovision Song Contest 1979 in Israel für die Bundesrepublik Deutschland den vierten Platz. Insbesondere die auffällige Choreografie und Kostümierung brachten der Gruppe Aufmerksamkeit. Einen halben Monat nach diesem Auftritt gelangte der Titel auf Platz eins der deutschen Media Control Charts und verblieb dort weitere drei Wochen. Auch das gleichnamige Album und die Nachfolgesingles Moskau und Hadschi Halef Omar erreichten die deutschen Top Ten. Ebenfalls 1979 hatte die Band einen Auftritt in der deutschen Filmkomödie Sunnyboy und Sugarbaby. Bei der Bambi-Verleihung 1980 wurde sie in der Kategorie „Beste Musikgruppe“ mit dem Fernsehpreis Bambi ausgezeichnet.
Durch englischsprachige Versionen ihrer bekannten Titel erreichte die Gruppe auch außerhalb des deutschsprachigen Raumes Charterfolge. So kamen sie etwa zu Nummer-eins-Platzierungen in den Single-Charts in Japan und Israel. Insgesamt erhielten sie Gold- und Platin-Auszeichnungen in mehr als 20 Ländern, darunter Australien, Schweden, Norwegen, den Niederlanden, Belgien und Südkorea. In der Sowjetunion soll die Gruppe die Mehrzahl ihrer Tonträger umgesetzt haben.

#### Imagewechsel und Auflösung
Nachdem sich die weiteren Singles Rom, Pistolero oder Loreley noch erfolgreich in den Charts platzieren konnten, vollzog die Gruppe im Jahr 1982 einen Imagewechsel und Siegel produzierte seichtere, zum Teil volkstümliche Musik wie Der Dudelmoser mit ihnen. In Deutschland blieben Charterfolge jedoch seitdem aus. 1983 erschien das von Ralph Siegel komponierte Dschinghis-Khan-Musical Corrida mit einer gleichnamigen LP. Zwei Titel aus dem Musical wurden bei Wetten, dass..? mit Frank Elstner uraufgeführt. 1985 trennte sich die Gruppe nach den letzten Singles Himalaja (1984) und Mexico (1985), die keine größere Resonanz mehr erfuhren.

### 1986–2005: Nach der Auflösung

#### Dschinghis Khan Family

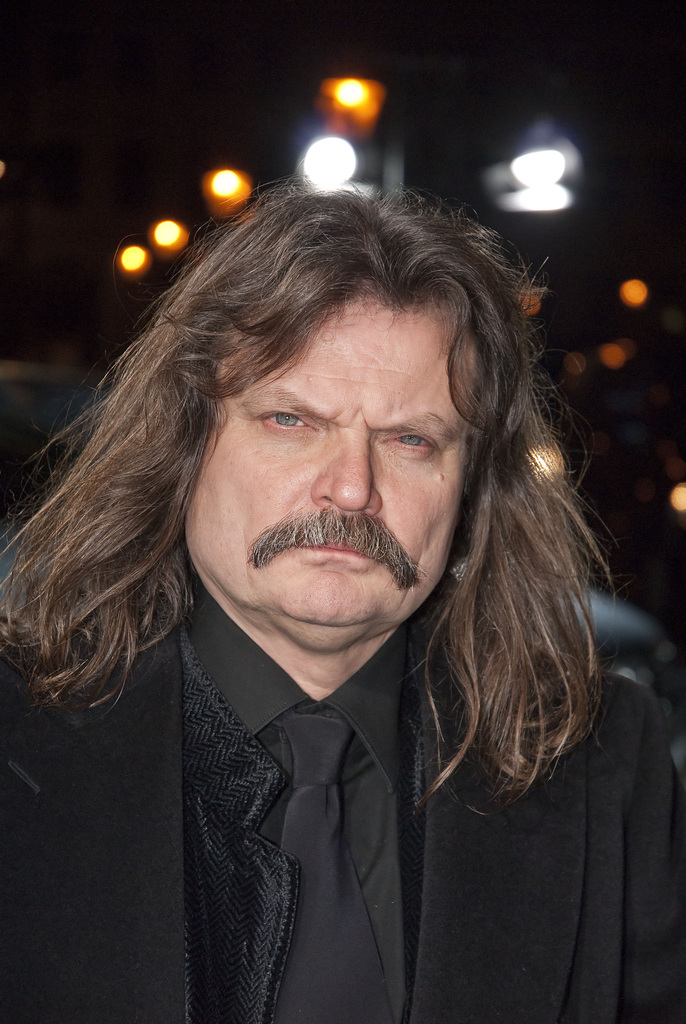
Leslie Mandoki, 2008

1986 kam es unter der Leitung von Leslie Mandoki zu einer kurzen teilweisen Wiedervereinigung als „Dschinghis Khan Family“. Von der Ursprungsformation waren neben Mandoki (Schlagzeug) nur noch Henriette Heichel (Gesang) und Louis Potgieter (Keyboards) geblieben. Des Weiteren waren Mike Toole, Jürgen Gronholz und Christin Sargant beteiligt. Mit dem von Ralph Siegel und Bernd Meinunger geschriebenen Titel Wir gehör’n zusammen traten sie bei Ein Lied für Bergen, dem deutschen Vorentscheid für den Eurovision Song Contest 1986, an und kamen auf den zweiten Platz.
Auf der B-Seite der Single zu Wir gehör’n zusammen erschien The Other Side of Fame, geschrieben von Meinunger, Siegel und D. Votion.
Weiter erschien 1986 das von Mandoki, Toole und Laszlo Bencker geschriebene Lied Can't Stop Now / Fang Mich Auf unter dem Namen „D. K. Family“. Des Weiteren wurden englische Versionen von Wir gehör’n zusammen (We belong together) und The Other Side of Fame produziert.

#### Weitere Entwicklung
In der Folge entstanden viele Remixe und Medleys der bekannten Dschinghis-Khan-Hits, so beispielsweise der Titel und das Album Huh Hah Dschinghis Khan (1993) oder die History of Dschinghis Khan (1999).
Die Gruppenmitglieder schlugen nach ihrer Trennung unterschiedliche Wege ein. Die Ehe von Wolfgang und Henriette Heichel, die seit 1976 verheiratet gewesen waren, wurde 1986 geschieden. Louis Hendrik Potgieter starb 1994 im südafrikanischen Port Elizabeth an den Folgen von AIDS. Leslie Mandoki wurde zu einem bekannten Musikproduzenten und Rockmusiker. Edina Pop nahm ihre Solokarriere als Schlagersängerin wieder auf, zudem sang sie Jazz- und Gospellieder. Steve Bender arbeitete als Musikproduzent in München.
1995 traten Mandoki, Pop und Bender gemeinsam im japanischen Fernsehen auf und trugen in vier Minuten die beiden Titel Dschinghis Khan und Moskau vor.

### 2005: Reunion-Konzert

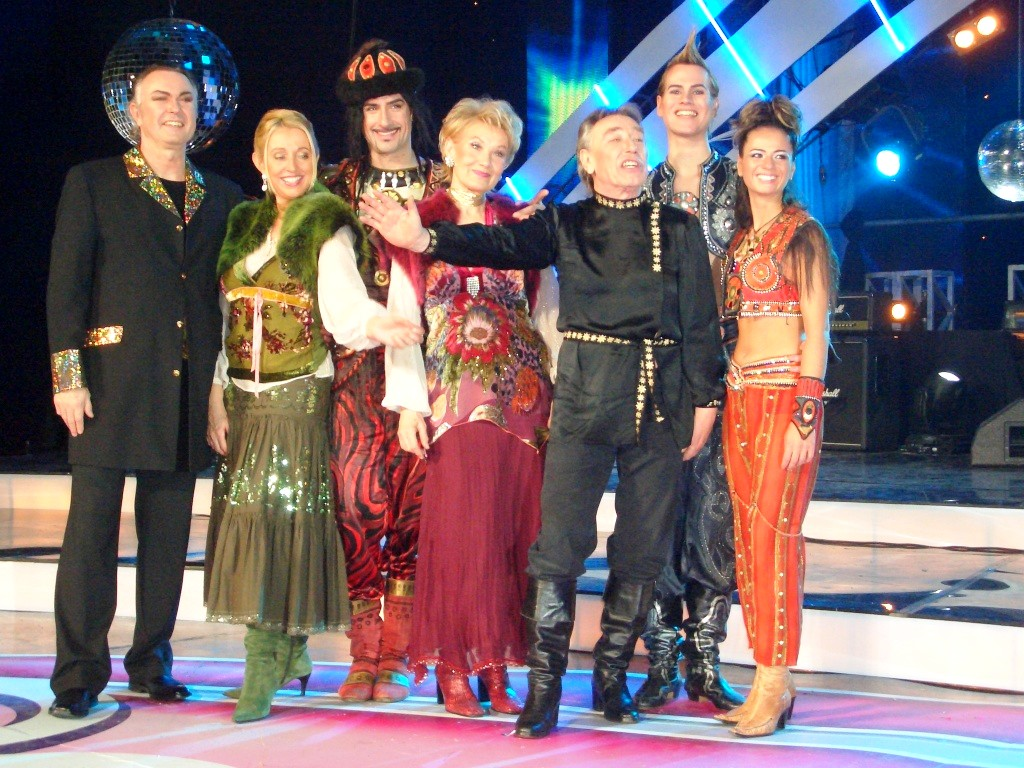
Dschinghis Khan und Gastsänger 2005, v. l. n. r.: Wolfgang Heichel, Henriette Strobel, Stefan Track, Edina Pop, Steve Bender, Daniel Käsling, Ebru Kaya

Steve Bender war die treibende Kraft des einmaligen Reunion-Konzerts von Dschinghis Khan am 17. Dezember 2005 in Moskau. Vier der fünf noch lebenden Gründungsmitglieder – Steve Bender, Edina Pop, Henriette Strobel und Wolfgang Heichel – präsentierten mit den Gastsängern Stefan Track, Ebru Kaya und Daniel Käsling einen Großteil der ersten LP vor knapp 30.000 Zuschauern. Leslie Mandoki war nicht mehr an einer Fortführung von „Dschinghis Khan“ interessiert. Dschinghis Khan war mit ihrem Auftritt von fast einer Stunde der Hauptact des vom Radiosender Ретро FM (Retro FM) veranstalteten 2,5-Stunden-Konzerts.
Track gründete 2006 unter dem Management von René Marichal-Navarro mit den beiden anderen Gastsängern Kaya und Käsling eine Dschinghis-Khan-Coverband, die unter den Namen „Rocking Son“ (of Dschinghis Khan) oder „Kazachok“, später „Dschinghis Khan“ in Konkurrenz zu Dschinghis Khan von Heinz Gross auftritt. Siehe Rocking Son und #Dschinghis Khan mit Stefan Track.

### 2006–2014: Dschinghis Khan & The Legacy

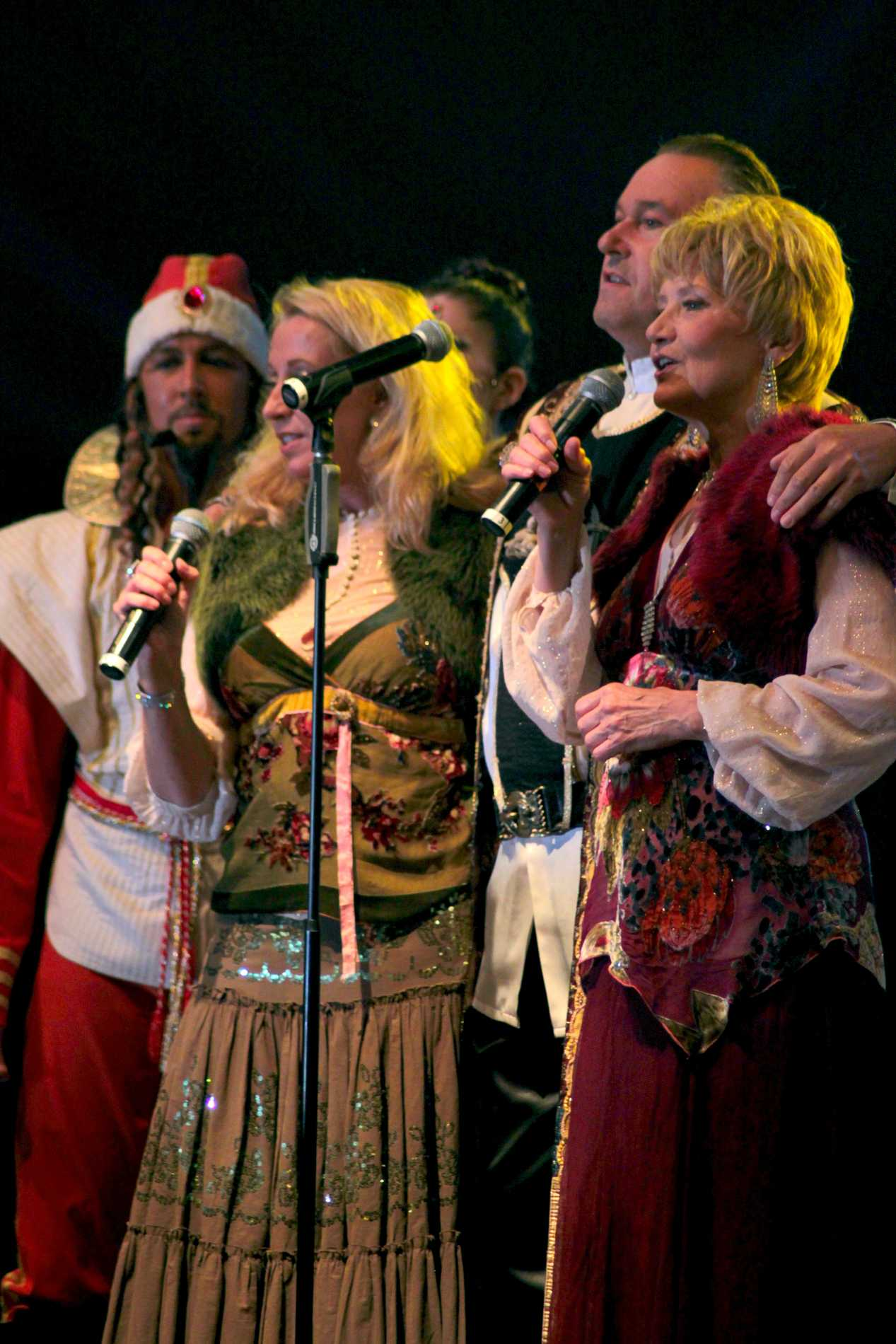
Dschinghis Khan 2009, (v. l. n. r.): Legacy-Mitglied, Henriette Strobel, Wolfgang Heichel und Edina Pop

Anfangs war nur das einmalige Konzert im Dezember 2005 geplant. Aufgrund des Erfolges dieses Reunion-Konzerts gab es mehrere weitere Konzert-Anfragen. Heinz Gross, der das Reunion-Konzert zusammen mit seinem Unternehmen JVC (Joint Venture Concerts) plante, wurde zum Manager der Gruppe. Etwa zur Jahreswende 2005/2006 wurde auf der neu eingerichteten Webseite dschinghis-khan.com für „Dschinghis Khan“ & „The Legacy of Genghis Khan“ (kurz: „The Legacy“) geworben. „The Legacy“ könnte als „Das Erbe“ übersetzt werden. 2007 wurde auch dschinghis-khan.de, auf der seit 1999 eine Fan-Seite betrieben wurde, auf das Management der Gruppe „Dschinghis Khan“ übertragen.
Im Mai 2006 verstarb Bender nach einer längeren Krebserkrankung.
Am 15. Juli 2006 fand im Rahmen der Feierlichkeiten zur Gründung der Mongolei im Stadion der mongolischen Hauptstadt Ulaanbaatar im Rahmen des Naadam-Festivals ein erneuter Auftritt vor Staatsgästen und 25.000 Personen statt; der Auftritt wurde durch das Staatsfernsehen übertragen. Dschinghis Khan war dort neben Scooter (20. Juli) und Scorpions (31. Juli) Headliner.
Die Mitglieder der neuen Gruppe „The Legacy of Genghis Khan“, die die drei Ursprungsmitglieder Heichel, Strobel und Pop auf der Bühne sängerisch und tänzerisch unterstützten, entstammten zum großen Teil der Münchener Abraxas-Musical-Akademie. Sie wurden lediglich mit Stage-Namen vorgestellt: Eltuya, Ögödei, Yesugan, Yassa, Ohla, Igei und Cash. Zur wechselnden Besetzung gehörten unter anderem Claus Kupreit (Igei), Katja Vogel (Eltuya), Corinna Günzel (Eltuya), Benjamin Schobel (Ögödei), Tanja Müller (Ohla), Thomas Gräber (Yassa), Stefan Sauter (Yassa), Angelika Nimbach (Yesugan), Attila Mario Diallo (Cash) und ab 2011 Johannes Kupreit (Ögödei). Claus Kupreit alias Prince Igei Khan ist seit 2006 Choreograph und Regisseur der Show, ab etwa 2010 traten Heichel, Pop und Strobel mit dem späteren Vollmitglied Claus Kupreit gelegentlich zu viert auf.
Im Frühjahr 2007 folgte ein Auftritt in Almaty, Kasachstan. Weitere Konzerte in Russland folgten, so etwa im März 2007 in St. Petersburg.
Am 11. Mai 2007 wurde das Album 7 Leben veröffentlicht. Das Album enthält acht neue Titel und sieben neue Versionen von bereits erschienenen Liedern, wobei zwei Versionen von Moskau enthalten sind. Die neuen Lieder wurden von Bernd Meinunger, der auch Texter der meisten Lieder in der Zeit bis 1985 war, geschrieben. Produziert wurden die 15 Titel teils von Alfons Weindorf und teils von Hermann Weindorf; diese haben auch die neuen Lieder ihrer Produktion komponiert. Geplant wurde das Album unter dem Namen Cirque de Dschinghis Khan. Ralph Siegel war nicht als Produzent des Albums oder Komponist der neuen Titel beteiligt, da die Künstler zu viel Garantiehonorar gefordert hätten. Als Promotion-Singles für Radiostationen wurden Temudschin und In der Mongolei ausgekoppelt.
Mit der Veröffentlichung von 7 Leben sowie dem Auftritt in der ZDF-Show Willkommen bei Carmen Nebel am 13. Mai 2007 kehrten Dschinghis Khan und „The Legacy of Genghis Khan“ auch auf den deutschen Markt zurück.
In den folgenden Jahren absolvierten Dschinghis Khan regelmäßig weitere Auftritte, beispielsweise mehrfach mit dem auch international tourenden russischen Musikfestival „Autoradio Discoteka 80“.

### Seit 2014: Austritt Heichel und verschiedene Formationen
2014 erfolgte der Austritt von Wolfgang Heichel; Gründe für das Ausscheiden blieben unbekannt. Pop und Strobel traten weiterhin als „Dschinghis Khan“ auf, auch Stefan Track absolvierte mit seiner Cover-Band in Russland Auftritte als „Dschinghis Khan“. Als in der Folge weitere Gruppen auftauchten, die diesen Namen verwendeten, entstand ein Streit um die Marke „Dschinghis Khan“ sowie um Begriffe wie „Official“ und „Original“. Als Heichel sich 2018 ebenfalls „Dschinghis Khan“ nannte, eskalierte der Streit.

#### Dschinghis Khan World / The Legacy
Ende Februar 2016 wurde der Facebook-Account officialdschinghiskhan unter dem Namen „Dschinghis Khan World“ eingerichtet und dort ab 1. März die Gruppe The Legacy (Prince Igei Khan – The Legacy) mit Angelika Erlacher (Eltuya), Ohla, Johannes Kupreit (Ögödei), Läm Virat Phetnoi (Yassa) und Claus Kupreit (Igei) vorgestellt. Neben Bildern von The Legacy wurden hier auch Bilder gemeinsam mit Strobel und Pop gepostet. Nach dem Austritt von Ohla wurden ihre Bilder entfernt. Weiter wurde die zugehörige Webseite dschinghiskhan.world eingerichtet.
The Legacy traten nun auch eigenständig ohne Pop und Strobel auf, daneben gab es auch gemeinsame Auftritte mit Pop und Strobel.

#### Dschinghis Khan mit Stefan Track
Nach dem Reunion-Konzert 2005 wurde mit den damaligen Gastsängern Stefan Track, Ebru Kaya und Daniel Käsling 2006 eine Dschinghis-Khan-Cover-Band gegründet. In Westeuropa (z. B. Deutschland) trat die Gruppe als „Rocking Son“ auf, in Osteuropa (z. B. Russland und Ukraine) als „Kazachock“, es kam zur Veröffentlichung mehrerer Singles und Alben.
Ab 2009 wurde daraus ein Soloprojekt von Track mit wechselnder Besetzung. Während er sich im Westen weiter Rocking Son nannte, trat er im Osten als Dschingis Khan (2011), bzw. später Dschinghis Khan (2014) auf.
2013 gab Track an, dass das Projekt vor allem in Russland und anderen Ländern der ehemaligen Sowjetunion erfolgreich ist und dass er bis zu 100 Auftritte pro Jahr absolviert. Im selben Jahr äußerte er in einem Interview in Russland, dass er die Rechte für das gesamte Repertoire und die Songs von Dschinghis Khan von Ralph Siegel übertragen bekommen habe, dass er alle Lieder von Dschingis Khan aufführen und produzieren dürfe und dafür eng mit Ralph Siegel zusammenarbeite.
Am 11. März 2016 wurde die Umbenennung der 2010 gegründeten Firma „Rocking Son Ltd“ in „Dschinghis Khan Music Ltd“ beantragt, im selben Monat wurde eine Weiterleitung der bereits vorhandenen Webseite rocking-son.com auf seine neue Webseite dschinghiskhan.com eingerichtet, hier wurde Mitte 2017 „The Rocking Son of Dschinghis Khan“, später „Dschinghis Khan“ und am Ende des Jahres „Official Site – Dschinghis Khan“ beworben.
Track besitzt oder besaß die Rechte an der Marke „Dschinghis Khan“ für Spanien, Russland und die Ukraine.

#### Dschinghis Khan mit Wolfgang Heichel
Anfang März 2018 wurde von Wolfgang Heichel, der seit 2014 nicht mehr mit Strobel und Pop auftrat, die Veröffentlichung der neue Single We Love Football, passend zur anstehenden Fußball-WM in Russland, zum 6. April 2018 mit Heichel und einer fünfköpfigen Gruppe „Dschinghis Khan“ beworben.
Es wurde eine neue Webseite dschinghis-khan.group als „Dschinghis Khan – The Original – Legal Registered Trademark“ mit einem 2017 eingetragenen Logo, wobei Heichel Mitinhaber der Wort-/Bildmarke war, erstellt.
Für 2018 wurde das Album The Musical Conqueror und für 2019 ein „Big Comeback“ angekündigt.

#### Dschinghis Khan und Heinz Gross kooperieren mit Ralph Siegel
Anfang April 2018 wurde ein Foto mit Dschinghis Khan, Heinz Gross, Ralph Siegel und Jay Khan veröffentlicht, sodass Gerüchte über eine Zusammenarbeit zwischen Dschinghis Khan und Ralph Siegel entstanden. Am 5. April 2018 wurde das seit 2005/2006 verwendete Logo von Heinz Gross und den Dschinghis-Khan-Mitgliedern Claus Kupreit, Edina Pop und Henriette Strobel als Wort-/Bildmarke eingetragen, sodass nun zwei Marken „Dschinghis Khan“ in Deutschland eingetragen waren; am nächsten Tag wurde der Facebook-Account officialdschinghiskhan von „Dschinghis Khan World“ nach „Dschinghis Khan“ umbenannt.
Nach wochenlangen Studioarbeiten wurde am 9. April 2018 bekannt gegeben, dass am 25. März ein exklusiver Vertrag (Lifetime Deal) zwischen „Dschinghis Khan“ und Heinz Gross mit Ralph Siegel unterzeichnet wurde. Nun wurden die deutschen Medien darauf aufmerksam, dass es zwei Gruppen mit dem Namen „Dschinghis Khan“ gibt. Die Pläne wurden über Facebook kommuniziert, sodass die Bildzeitung vom geplanten Comeback von „Dschinghis Khan“ zur Fußball-WM berichtete. Etwa eine Woche später wurde der Name des Titels bekannt.
Seitdem traten Pop, Strobel und Claus Kupreit zusammen mit Erlacher, Phetnoi und Johannes Kupreit als „Dschinghis Khan“ auf. „The Legacy“ wurde nicht fortgeführt, im Folgenden wurde nun mit Siegels Namen geworben, auf dschinghis-khan.com war nun „® https://register.dpma.de/ – … Ralph Siegel's legendary world-famous group!“ zu lesen.

#### Verschiedene WM-Lieder

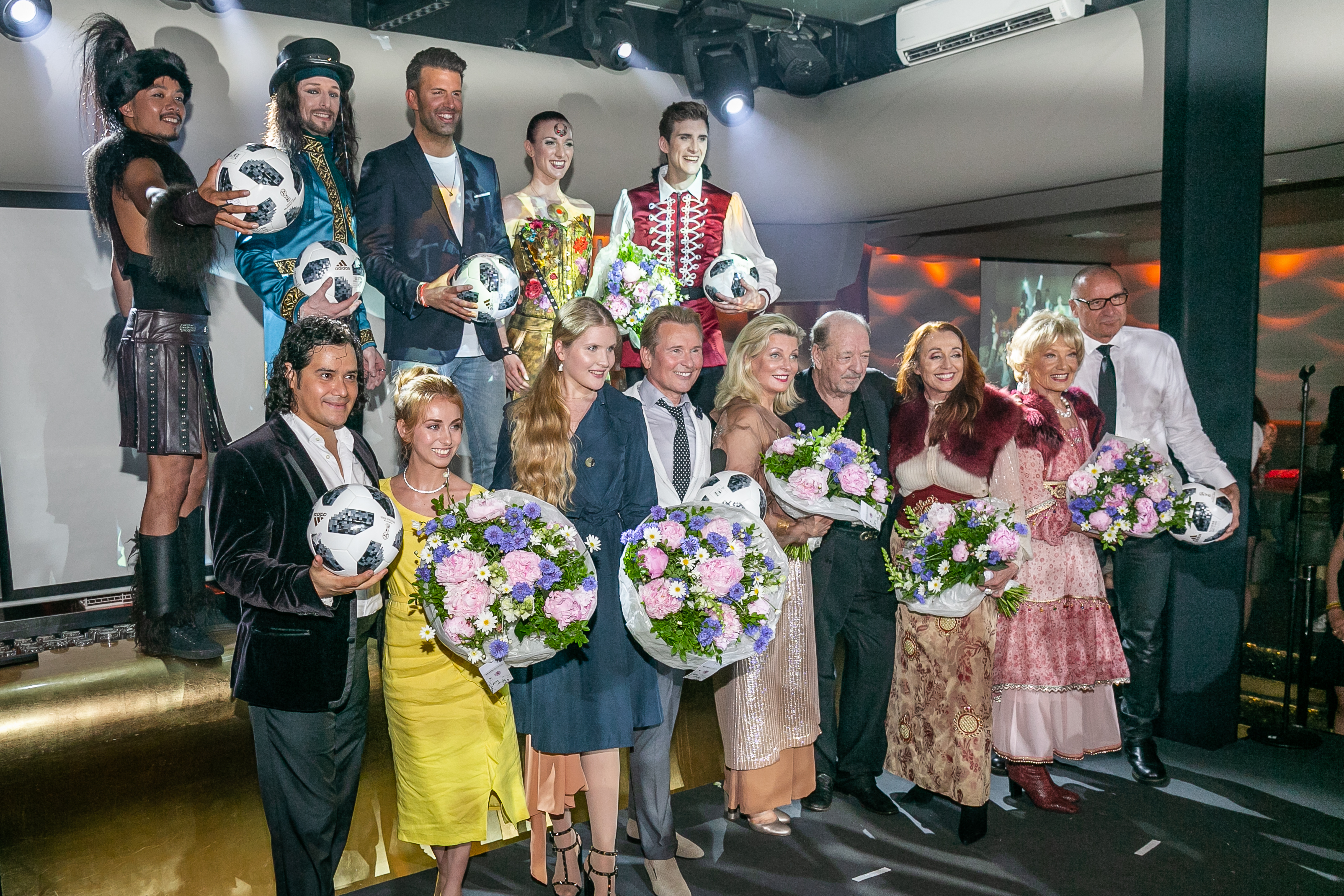
Dschinghis Khan bei der Release-Party zu Moskau Moskau am 31. Mai 2018 mit den fünf Gastsängern, Malinins Ehefrau (Mitte), Ralph Siegel (vierter von rechts) und Heinz Gross (rechts)

Am 1. Juni 2018 erschien eine von Ralph Siegel produzierte Neuauflage von Moskau mit einem neuen Text beim Siegel-Verlag „Chips Records“. Heinz Gross war außerdem Projektmanager des Projektes M&M.
Die deutsche Version Moskau Moskau mit einem Fußballtext erschien in Zusammenarbeit mit Jay Khan als Gastsänger.

Weiter erschienen eine englische Version Moscow Moscow mit Jay Khan, eine russische Version Москва mit dem russischen Sänger Alexander Malinin und seiner Tochter Usty. M, eine spanische Version Moscú mit dem mexikanischen Tenor Jorge Jiménez und Marifer Medrano sowie zwei internationale Versionen Москва, Moscow, Moscú und Moskau, Москва, Moscú, Moscow mit allen Gastsängern.
Nun gab es anlässlich der Fußball-WM 2018 neben We Love Football von Wolfgang Heichel zwei Lieder mit einem Fußballtext von Formationen, die sich „Dschinghis Khan“ nannten und bei denen jeweils Mitglieder der Ursprungsbesetzung vertreten waren.
Kurz darauf veröffentlichte Track, der sich ebenfalls „Dschinghis Khan“ nannte, ein Cover des Liedes Dschinghis Khan mit einem Fußballtext.

#### Dschinghis Khan mit Track und Heichel

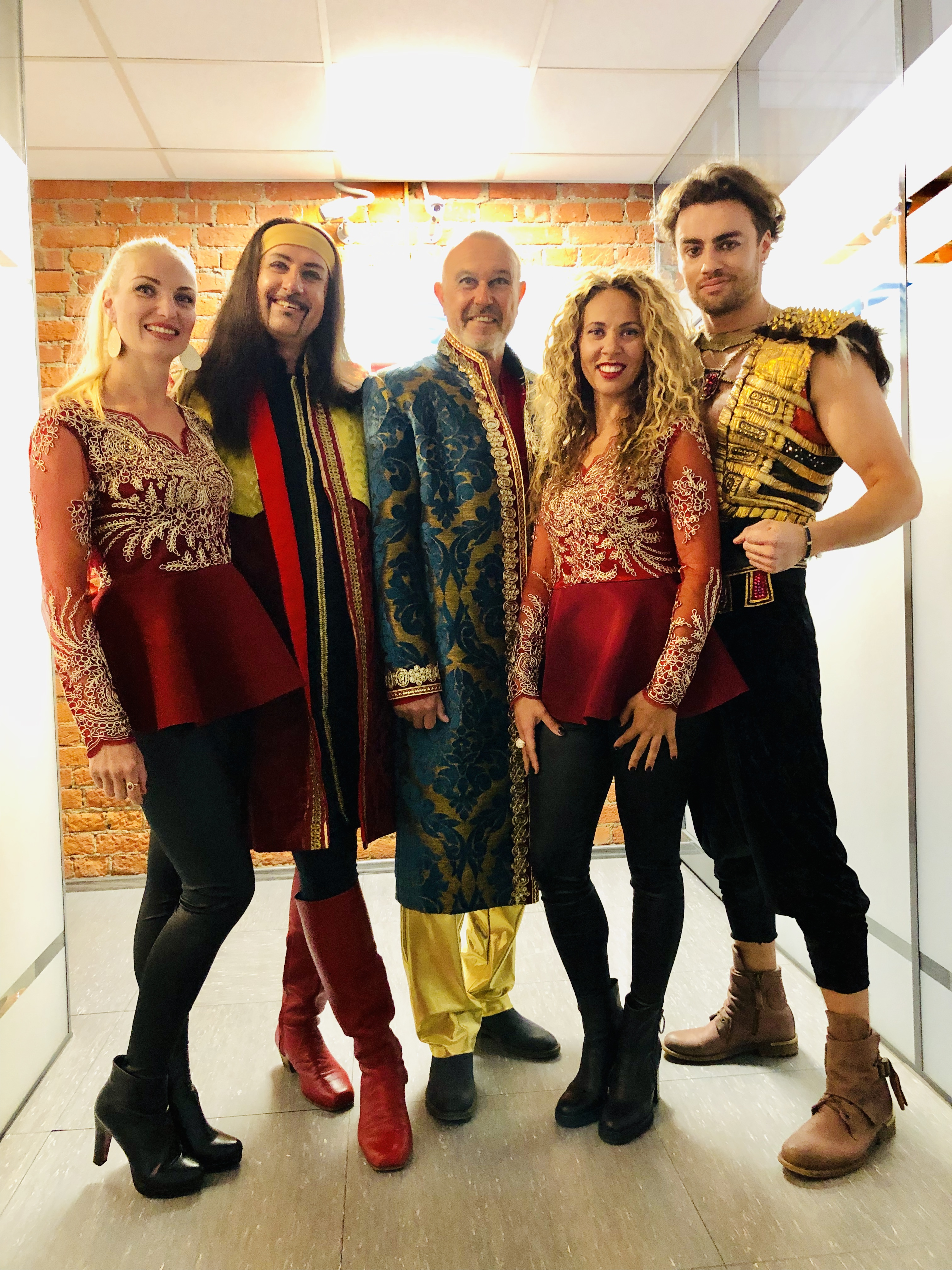
Dschinghis Khan 2019
mit Stefan Track (2. von links) und Wolfgang Heichel (Mitte)

Ab etwa Mitte 2018 arbeiteten Heichel und Track zusammen: Auf Tracks Webseite dschinghiskhan.com wurde ab August eine „Wiedervereinigung“ angekündigt und es erschien dort ein Bild mit Heichel.
Track war zu diesem Zeitpunkt Inhaber der Marke in Russland, Ukraine und Spanien, Heichel war Rechteinhaber in Deutschland; durch die Fusion sollten die Markenrechte zusammengeführt werden.
Ab Ende 2018 gab es gemeinsame Auftritte. 2019 und 2020 veröffentlichten Heichel und Track gemeinsam unter dem Namen „Dschinghis Khan“ die Singles Die Strassen von Paris und Istanbul, im Dezember 2020 wurde das Album Here We Go mit zwölf Liedern veröffentlicht, darunter neu aufgenommene ältere Hits der Band und sechs neue Titel.
Anfang 2022 gab Heichel bekannt, dass er sich bereits 2020 wegen schwerwiegender Differenzen wieder von Track trennte. Seitdem sind sie unabhängig voneinander als „Dschinghis Khan“ aktiv.

#### Weitere Entwicklung
Am 14. Dezember (Moskau) und 21. Dezember (St. Petersburg) 2019 traten Dschinghis Khan mit Strobel und Pop beim Легенды Ретро ФМ (deutsch: Legenden von Retro FM) auf. Heichel und Track leiteten rechtliche Schritte gegen die Veranstalter ein, da ehemalige Mitglieder der Gruppe unter dem Namen Dschinghis Khan auftreten, die keine Rechte an der Verwendung des Namens haben. In Russland besitzt die Firma Rocking Son bzw. nun Dschinghis Khan Music Limited die Exklusivrechte an der Marke Dschinghis Khan.
Zum Jahreswechsel 2019/2020 wurde das für den russischen Sender 1TV produzierte Video Moskau (2020 Moscow-Edition) veröffentlicht. Seitdem sind Strobel und Pop nicht mehr bei Dschinghis Khan in Erscheinung getreten.
Im Januar 2020 kündigte Pop bei einem Auftritt als Solo-Künstlerin in Ungarn ihren Rücktritt von der Bühne an und plante zurück nach Ungarn zu ziehen, was erst später in Fankreisen bekannt wurde. Johannes und Claus Kupreit gründeten im selben Monat einen Friseursalon. Aufgrund der COVID-19-Pandemie kamen die Auftritte zum Erliegen; im Laufe des Jahres wurde die Zusammenarbeit mit Heinz Gross beendet: dschinghis-khan.com wurde von Gross auf Kupreit übertragen. Diese Entwicklungen im Jahr 2020 wurden nicht von Dschinghis Khan kommuniziert. Am 11. August 2020 wurde dann ein Auftritt von Dschinghis Khan mit einem Bild ohne Strobel und Pop angekündigt. Johannes Kupreit verstarb im selben Jahr.
Im Juli 2021 gewann Ralph Siegel einen Gerichtsprozess gegen Wolfgang Heichel, bei dem unter anderem die Verwendung des 2017 eingereichten Dschinghis-Khan-Bandlogos und des Bandnamens verhandelt wurde. Seitdem nennt sich Heichel in Deutschland nicht mehr „Dschinghis Khan“, er verwendet verschiedene Namen, unter anderem Chinggis Khan. 2023 plante Heichel eine Deutschlandtour als „Wolfgang Heichel – Original Lead Singer of Dschinghis Khan“, die dann aber nicht durchgeführt wurde.

#### Dschinghis Khan: Relaunch von Ralph Siegel
Im März 2022 wurde bekannt gegeben, dass Dschinghis Khan wieder an den Wurzeln ihrer Geschichte angekommen ist.
Nachdem das Management durch „Siegelring“ (u. a. Laura Siegel und Ralph Siegel) übernommen wurde, wurde Anfang Mai 2023 bekannt, dass die neuen Mitglieder gecastet wurden. Telamo-Chef Ken Otremba kündigte eine CD und eine Tournee an und dass die Gruppe akrobatischer, also eine Showband, werden soll. Am Ende des Monats wurde die neue Formation vorgestellt: Claus Kupreit, Angelika Erlacher und Läm Virat Phetnoi, welche auch vorher in der Formation von Heinz Gross waren, bilden zusammen mit Marco Matias, Selina Kohl und Michael Thurner, welche aus Siegels Musicals bekannt sind, „Dschinghis Khan“.
Im Juni 2023 wurde bekannt, dass die für Oktober 2023 geplante Deutschland-Tournee mit Wolfgang Heichel bzw. „Dschinghis Khan (feat. Wolfgang Heichel)“ von Dschinghis Khan mit denselben angekündigten Terminen übernommen wurde; kurz vor dem Start wurde die Tournee abgesagt.

## Diskografie

### Studioalben
| Jahr | Titel                                                    | Höchstplatzierung, Gesamtwochen, AuszeichnungChartsChartplatzierungen (Jahr, Titel, Platzierungen, Wochen, Auszeichnungen, Anmerkungen) | Anmerkungen |
| Jahr | Titel                                                    | DE | Anmerkungen |
| ---- | -------------------------------------------------------- | --- | --- |
| 1979 | Dschinghis Khan                                          | DE8 (36 Wo.)DE | Erstveröffentlichung: 1979 |
| 1980 | Rom                                                      | DE5 (18 Wo.)DE | Erstveröffentlichung: 1980 |
| 1980 | Viva                                                     | — | Erstveröffentlichung: 1980 Trackliste wie Rom, aber ohne die Titel Moskau, Dschinghis Khan, Hadschi Halef Omar und Der Verräter |
| 1981 | Wir sitzen alle im selben Boot                           | DE52 (3 Wo.)DE | Erstveröffentlichung: 1981 |
| 1982 | Helden, Schurken & der Dudelmoser                        | — | Erstveröffentlichung: 1982 |
| 1983 | Corrida – Ein Musical von Ralph Siegel & Bernd Meinunger | — | Erstveröffentlichung: 1983 |
| 2007 | 7 Leben                                                  | — | Erstveröffentlichung: 11. Mai 2007                                                                                              |
| 2020 | Here We Go                                               | — | Erstveröffentlichung: 11. Dezember 2020 Track/Heichel-Formation                                                                 |

### Kompilationen
| Jahr | Titel                   | Höchstplatzierung, Gesamtwochen, AuszeichnungChartsChartplatzierungen (Jahr, Titel, Platzierungen, Wochen, Auszeichnungen, Anmerkungen) | Anmerkungen                                             |
| Jahr | Titel                   | DE | Anmerkungen                                             |
| ---- | ----------------------- | --- | ------------------------------------------------------- |
| 2024 | Best Of – 45 Jahre Life | DE21 (1 Wo.)DE | Erstveröffentlichung: 11. Oktober 2024 Siegel-Formation |

- 1980: Greatest Hits
- 1980: Golden Prize (Genghis Khan vs. Arabesque)
- 1981: Die großen Erfolge
- 1981: The Best
- 1984: Star Gala
- 1985: Starportrait
- 1985: Ihre großen Erfolge
- 1987: Dschinghis Khan
- 1988: Golden Best
- 1993: Huh Hah Dschinghis Khan – Ihre größten Erfolge
- 1994: Best of Best
- 1998: Die großen Erfolge
- 1999: The History of Dschinghis Khan
- 2001: Non-Stop Best Hits
- 2002: Star Collection
- 2003: In the Mix
- 2004: The Jubilee Album
- 2005: Best Of
- 2006: Best of Genghis Khan – Special Edition (CD + DVD)
- 2007: Hautnah – Die Geschichten meiner Stars (Dieter Thomas Heck präsentiert Dschinghis Khan)
- 2009: The Best
- 2012: Die großen Hits
- 2012: Best of Dschinghis Khan
- 2018: Moskau – das Neue Best of Album (Gross/Siegel-Formation)

### Singles
| Jahr | Titel Album                                                                         | Höchstplatzierung, Gesamtwochen, AuszeichnungChartplatzierungen (Jahr, Titel, Album, Platzierungen, Wochen, Auszeichnungen, Anmerkungen) | Höchstplatzierung, Gesamtwochen, AuszeichnungChartplatzierungen (Jahr, Titel, Album, Platzierungen, Wochen, Auszeichnungen, Anmerkungen) | Höchstplatzierung, Gesamtwochen, AuszeichnungChartplatzierungen (Jahr, Titel, Album, Platzierungen, Wochen, Auszeichnungen, Anmerkungen) | Anmerkungen                |
| Jahr | Titel Album                                                                         | DE | AT | CH | Anmerkungen                |
| ---- | ----------------------------------------------------------------------------------- | --- | --- | --- | -------------------------- |
| 1979 | Dschinghis Khan                                                                     | DE1 Gold · (29 Wo.)DE | AT8 (12 Wo.)AT | CH3 (9 Wo.)CH | Erstveröffentlichung: 1979 |
| 1979 | Genghis Khan Dschinghis Khan                                                        | DE18 (4 Wo.)DE | — | — | Erstveröffentlichung: 1979 |
| 1979 | Moskau Dschinghis Khan                                                              | DE3 (30 Wo.)DE | AT16 (4 Wo.)AT | CH11 (6 Wo.)CH | Erstveröffentlichung: 1979 |
| 1979 | Hadschi Halef Omar Rom                                                              | DE7 (18 Wo.)DE | — | — | Erstveröffentlichung: 1979 |
| 1980 | Rom Rom / Viva                                                                      | DE12 (28 Wo.)DE | AT19 (2 Wo.)AT | — | Erstveröffentlichung: 1980 |
| 1981 | Pistolero Wir Sitzen Alle Im Selben Boot                                            | DE15 (17 Wo.)DE | — | — | Erstveröffentlichung: 1981 |
| 1981 | Loreley Wir Sitzen Alle Im Selben Boot                                              | DE6 (22 Wo.)DE | — | CH11 (2 Wo.)CH | Erstveröffentlichung: 1981 |
| 1981 | Wir sitzen alle im selben Boot Wir Sitzen Alle Im Selben Boot                       | DE44 (8 Wo.)DE | — | — | Erstveröffentlichung: 1981 |
| 1982 | Klabautermann Helden, Schurken & Der Dudelmoser                                     | DE37 (6 Wo.)DE | — | — | Erstveröffentlichung: 1982 |
| 1982 | Der Dudelmoser (Auf der Alm, da gibt's koa Sünd') Helden, Schurken & Der Dudelmoser | DE46 (4 Wo.)DE | — | — | Erstveröffentlichung: 1982 |

Weitere Singles
- 1979: Rocking Son of Dschinghis Khan
- 1980: Samurai
- 1981: What Shall We Do with the Drunken Sailor
- 1982: Kaboutertjes
- 1983: Himalaja
- 1983: Corrida
- 1984: Olé olé
- 1985: Mexico
- 1986: Give Me a Sign
- 1999: The Story Of Dschinghis Khan Part II
- 1999: Moskau ’99
- 1999: The Story Of Dschinghis Khan Remix ’99
- 2018: We Love Football (Heichel-Formation)
- 2018: Moskau Moskau (Dschinghis Khan feat. Jay Khan; Gross/Siegel-Formation)
- 2019: Die Straßen von Paris (Track/Heichel-Formation)
- 2020: Istanbul (Track/Heichel-Formation)
- 2024: Halloween (Siegel-Formation)
- 2025: Helena (Die schöne Helena) (Siegel-Formation)

## Auszeichnungen (Auswahl)
- 1979: Goldener Löwe[112]
- 1979: Israelisch-Ägyptische Friedensmedaille (Israel-Egypt-Peace-Price)[112]
- 1979: Israelischer Oscar[112]
- 1979: Goldenes Popcorn[3]
- 1980: Bambi
- 1980: Goldene Europa
- 1980: Deutscher Schallplattenpreis[113]: Künstler des Jahres, Entdeckung des Jahres[114]
- 1983: Goldene Stimmgabel
- 2018: smago! Award: weltweit erfolgreichste deutschsprachige Gruppe aller Zeiten; auch Manager Heinz Gross erhielt einen Award[115][116]
- Gold- und Platin-Auszeichnungen in mehr als 20 Ländern

### Auszeichnungen für Musikverkäufe
| Goldene Schallplatte - Deutschland - 1979: für die Single Dschinghis Khan - Australien - 1980: für die Single Moscow |

Anmerkung: Auszeichnungen in Ländern aus den Charttabellen bzw. Chartboxen sind in ebendiesen zu finden.
| Land/RegionAuszeichnungen für Musikverkäufe (Land/Region, Auszeichnungen, Verkäufe, Quellen) | Gold  | Platin  | Verkäufe | Quellen               |
| -------------------------------------------------------------------------------------------- | ----- | ------- | -------- | --------------------- |
| Australien (ARIA)                                                                            | —     | Platin1 | 70.000   | worldradiohistory.com |
| Deutschland (BVMI)                                                                           | Gold1 | —       | 250.000  | musikindustrie.de     |
| Insgesamt                                                                                    | Gold1 | Platin1 |          |                       |